# Johann Philipp Cassel

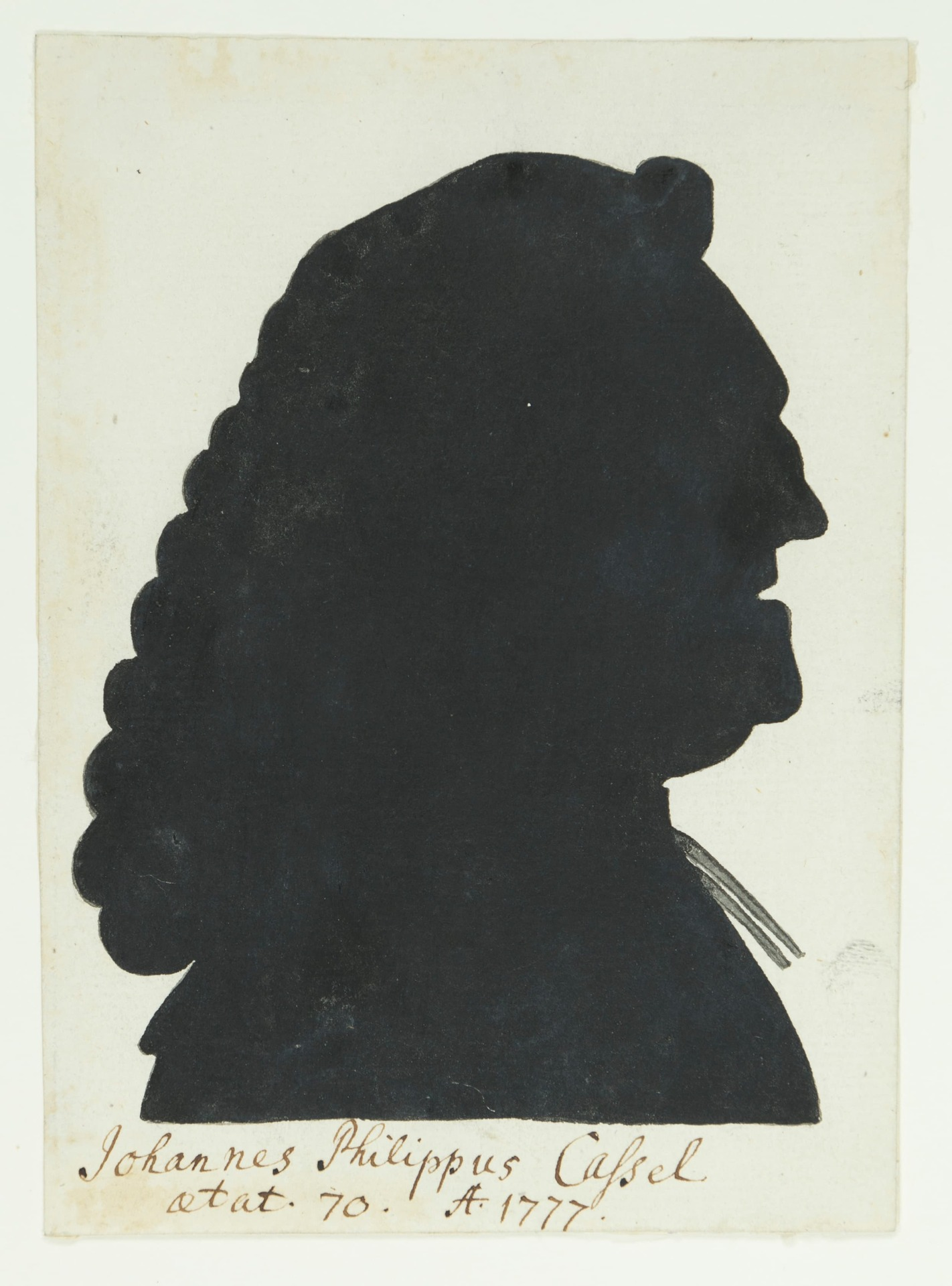
Scherenschnitt – Portrait des Johann Philipp Cassel im Alter von 70 Jahren

Johann Philipp Cassel (* 31. Oktober 1707 in Bremen; † 17. Juli 1783 ebenda) war ein deutscher Historiker, Theologe, Philologe, Lehrer, Übersetzer und Autor zahlreicher Schriften. Er gilt als einer der bedeutendsten Gelehrten Bremens im 18. Jahrhundert.

## Biografie
Cassel war Sohn eines Holzhändlers und Direktors am Bauhof in Bremen. Er wurde am Pädagogium in Bremen ausgebildet und studierte anschließend am Gymnasium illustre der Stadt. 1727 erlangte er durch eine öffentliche Rede Bekanntheit in der Stadt. Ab 1730 veröffentlichte er verschiedene Schriften zu theologischen, philologischen und historischen Themen. 1731 lehnte Cassel zwei ihm angebotene Stellen als Prediger in Ostindien und Smyrna ab und wurde Rektor an der reformierten Friedrichsschule in Magdeburg.
1749 kehrte Cassel nach Bremen zurück, wo er einen Ruf zum Professor für Philosophie am Pädagogium erhalten hatte. In der Folge wurde er Mitglied der Bremischen Deutschen Gesellschaft, in der er auch das Amt des Sekretärs und des Bibliothekars innehatte. Im Sinne der Aufklärung versuchte er sich ein möglichst universelles Wissen anzueignen und dieses zu verbreiten – so gründete er 1756 zusammen mit Henrich Tiling und Heinrich Heisen das Bremische Magazin zur Ausbreitung der Wissenschaften, Künste und Tugend. Am 29. Januar 1764 wechselte er als Professor der Beredsamkeit und freien Künste an das Gymnasium illustre, wo er auch als Bibliothekar tätig war. 1759 schlug er einen Ruf als Professor der Beredsamkeit in Marburg aus.
Im Lauf der Jahre hat Cassel zahlreiche Schriften und Abhandlungen zu unterschiedlichsten Themen verfasst. Das Lexikon aller Gelehrten, die seit der Reformation in Bremen gelebt haben listet 89 Titel auf. Bedeutend sind vor allem seine Beiträge zur Bremer Geschichte und sein Vollständiges bremisches Münz Cabinet der Erzbischöfe der Herzöge von Bremen und Verden. Darüber hinaus war er ein hervorragender Kenner der englischen Literatur und übersetzte in der Zeit zwischen 1749 und 1764 elf Werke aus dem Englischen, u. a. von Richard Cumberland.
Cassel war Ehrenmitglied der Lateinischen Gesellschaft in Jena und der Deutschen Gesellschaft in Göttingen. Sein Sohn Carl Philipp Cassel (1742–1807) war Kapitän, Reeder und Pionier des Bremer Ostasien-Handels.

## Die Sammlung Cassel
Von besonderer Bedeutung wurde die Bücher- und Schriftensammlung von Cassel, die nach seinem Tod an die Bremer Stadtbibliothek ging und sich heute in der Staats- und Universitätsbibliothek Bremen befindet. Neben Hochschulschriften theologische und juristische Disputationen aus dem 17. und 18. Jahrhundert, Gelegenheitsschriften (zirka 20.000 Blatt) und 3.500 amtlichen Bekanntmachungen aus Bremen, umfasst die Sammlung vor allem Werke der neulateinischen Literatur.

## Schriften (Auswahl)
- Historische Abhandlung von den Gesetzen der Freien Reichsstadt Bremen. s. n., Frankfurt 1764, (Digitalisat).
- Bremensia. Bremische historische Nachrichten und Urkunden. 2 Bände. Cramer, Bremen 1766–1767, (Digitalisate: Band 1, Band 2).
- Sammlung Ungedruckter Urkunden, welche die Geschichte der freien Reichsstadt Bremen in vorigen Zeiten aufklären. Förster, Bremen 1768, (Digitalisat).
- Historische Nachrichten von der Regiments-Verfassung und dem Rath der Kaiserl. freien Reichsstadt Bremen, samt dem Jahrbuch der Bürgermeister und Ratsherren aus ungedrukten Urkunden gesammlet. Cramer, Bremen 1768, (Digitalisat).
- Historische Nachrichten von St. Martini Kirche in Bremen. Jani Witwe u. a., Bremen 1773, (Digitalisat).
- Vollständiges Bremisches Münz Cabinet der Erzbischöfe der Herzöge von Bremen und Verden wie auch der Bischöfe von Verden der Städte Bremen und Stade mit historischen Erklärungen. s. n., Bremen 1772, (Digitalisat).
- Historische Nachrichten von Unser Lieben Frauen Kirche in Bremen. 2 Bände. Jani Witwe u. a., Bremen 1773–1775, (Digitalisate: Band 1, Band 2).
- Historische Nachrichten von der Kollegiat Kirche des heiligen Stephanus in Bremen. Jani Witwe u. a., Bremen 1774, (Digitalisat).
- Historische Nachrichten von der Kollegiat Kirche des Heil. Anscharius in Bremen. 3 Bände. Jani Witwe u. a., Bremen 1774–1776, (Digitalisate: Band 1, Band 2, Band 3).
- Historische Nachrichten von der Kirche des Heiligen Willehadus in Bremen. Jani Witwe u. a., Bremen 1775, (Digitalisat).
- Historische Nachrichten von dem St. Johanns Kloster in Bremen. Jani Witwe u. a., Bremen 1777–1780, (Digitalisate: Band 1, Band 2, Band 3, Band 4).
- Historische Nachrichten von dem St. Katharinen-Kloster der Prediger-Mönchen in Bremen. 4 Bände. Jani Witwe u. a., Bremen 1778–1781, (Digitalisate: Band 1, Band 2, Band 3, Band 4).
- Historische Nachrichten von dem Hospital St. Rembert vor Bremen. 7 Bände. Meier, Bremen 1781–1783, (Digitalisate: Band 1, Band 2, Band 3, Band 4, Band 5, Band 6, Band 7).